# Porjadin-Insel
Die Porjadin-Insel (russisch Остров Порядина Ostrow Porjadina) ist eine Insel vor der Küste des ostantarktischen Königin-Marie-Lands. In der Gruppe der Haswell-Inseln liegt sie 800 m südlich der Haswell-Insel.
Die Mannschaft der Westbasis bei der Australasiatischen Antarktisexpedition (1911–1914) unter der Leitung des australischen Polarforschers Douglas Mawson entdeckte und kartierte sie. Sowjetische Wissenschaftler nahmen 1956 eine neuerliche Kartierung vor und benannten sie nach Jakow Porjadin, Navigator des Schiffs Wostok bei der ersten russischen Antarktisexpedition (1819–1821) unter der Leitung von Fabian Gottlieb von Bellingshausen.